# Принс-Едуард (острови)

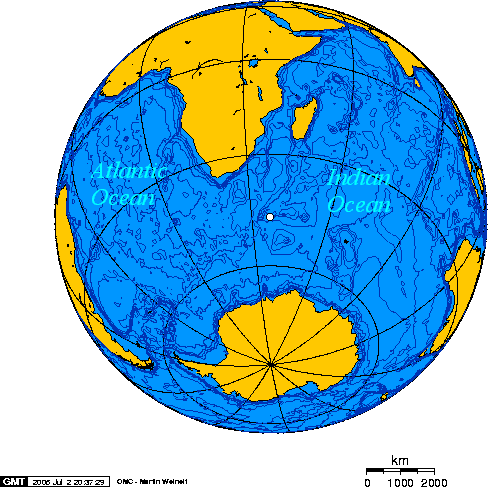
Ортографічна проєкція, центрована на островах Принс-Едуард

Ця стаття про південноафриканські острови в Індійському океані. Про канадську провінцію див. Острів Принца Едварда
Острови Принс-Едуард — група з двох невеликих островів у південній субантарктичній частині Індійського океану, що належать Південно-Африканській Республіці. Група розташована за 1770 км на південний схід від міста Порт-Елізабет на материковому узбережжі ПАР. Географічні координати 46°46′ пд. ш. 37°44′ сх. д. / 46.767° пд. ш. 37.733° сх. д..
До складу групи входять острів Маріон (англ. Marion Island) і острів Принс-Едуард (англ. Prince Edward Island). Маріон, більший за розміром, має 19 км завдовжки і 12 км завширшки і площу 290 км². Найвищою точкою острова є пік Президента Сварта висотою 1230 м над рівнем моря. Острів Принс-Едуард лежить за 19 км на північний схід від Маріону; він значно менший, його площа 45 км².
Обидва острови мають вулканічне походження. Маріон являє собою вершину підводного щитового вулкану, що здіймається на 5000 м над океанським ложем, завершуючись піком Сварта. Тривалий час вулкан вважався згаслим, але після виверження 1980 року був визнаний активним.

## Історія
Острова були відкриті випадково в 1663 році голландським судном Maerseveen. В 1772 році Марк-Жозеф Маріон дю Фресн відвідав острови і провів тут п'ять днів у марних спробах висадитися, вважаючи, що він знайшов Антарктиду, гіпотетичний (за тих часів) південний континент. В 1776 році ця експедиція, очолена після смерті дю Фресна Жюлем Крозе, зустрілася у Кейптауні з експедицією Джеймса Кука. Згодом Кук також відвідав острови, але через дуже несприятливу погоду навіть не намагався на них висадитися. Він назвав менший острів на честь принца Едварда, четвертого сина тогочасного британського короля Георга III, а більший острів — на честь Маріона дю Фресна.
Перша зареєстрована висадка на островах була здійснена в 1803 році групою ловців тюленів, котрі, однак, знайшли на острові сліди перебування людей, імовірно, іншої групи промисловців.
Джеймс Кларк Росс відвідав острови в 1840 році, але також не був спроможний висадитись. Детальне обстеження островів провів у 1873 році капітан Джордж Нейр.
В 1908 році британський уряд надав Вільяму Ньютонові право на добування гуано на островах строком на 21 рік; в 1926 році була видана десятирічна концесія на промисел тюленів довкола островів.
На кінці 1947—початку 1948 року острови були анексовані Південною Африкою, яка влаштувала на острові Маріон метеорологічну станцію. Невдовзі станція була розширена і зараз вивчає також природу островів, зокрема птахів (пінгвінів, буревісників, альбатросів, чайок) і тюленів.
В 1949 році до острова було привезено п'ять свійських кішок, щоб полювати на мишей на станції. Однак кішки швидко розплодилися і до 1977 року на острові вже було понад 3400 кішок. Замість мишей вони полювали на птахів і розорювали гнізда буревісників, внаслідок чого їх популяція опинилася під загрозою зникнення. Деякі види буревісників дійсно зникли з острова, після чого була започаткована програма винищення кішок. Декілька особин було інфіковано специфічним котячим захворюванням feline panleucopenia, і це до 1982 зменшило чисельність котячої колонії до 600; решту кішок відстрілювали вночі. У 1992 році, протягом 12-місячного терміну, було спіймано лише вісім особин і вважається, що зараз кішки на острові повністю відсутні.
22 вересня 1979 року один з американських супутників-шпигунів Вела зареєстрував поблизу островів подвійний спалах, подібний до випробування ядерного заряду малої потужності. Ця подія отримала назву «інцидент Вела»; деякі його деталі й досі залишаються невизначеними.

## Суверенітет
Південноафриканський суверенітет над островами Маріон і Принс-Едуард був оголошений шляхом висадки військових з корабля «Трансвааль» відповідно 29 грудня 1947 і 4 січня 1948 р. Офіційно анексія набрала чинності 1 жовтня 1948 року, після підписання генерал-губернатором Гідеоном Брандом Ван Зілем закону про анексію островів. Оскільки Велика Британія скасувала свої претензії на острови, жодна інша країна не висунула таких претензій, і Південна Африка постійно і безперервно володіє островами з 1948 року, статус островів вважається незаперечним.
Стосовно судових, виборчих, та інших адміністративних потреб острови вважаються частиною території Кейптауна, Західна Капська провінція, ПАР.